# Кляйнердлінґен
Кляйнердлінґен (нім. Kleinerdlingen) - мікрорайон міста Нердлінген, району Донау-Ріс у складі округу Швабія, федеральної землі Баварія.
Район має 610 жителів (станом на 1 січня 2018 року) і розташований на висоті 443 м над рівнем моря.
Під час Тридцятилітньої війни недалеко села відбулась  битва при Нердлінгені в 1634 році.
1 липня 1972 року раніше незалежний муніципалітет було включено до міста Нордлінген.